# Trichoxys ochraetheoides
Trichoxys ochraetheoides är en skalbaggsart som beskrevs av Linsley 1935. Trichoxys ochraetheoides ingår i släktet Trichoxys och familjen långhorningar. Inga underarter finns listade i Catalogue of Life.